# (989) Schwassmannia
(989) Schwassmannia – planetoida z pasa głównego asteroid okrążająca Słońce w ciągu 4 lat i 123 dni w średniej odległości 2,66 au. Została odkryta 18 listopada 1922 roku w Hamburg-Bergedorf Observatory w Bergedorfie przez Arnolda Schwassmanna. Nazwa pochodzi od nazwiska odkrywcy. Przed nadaniem nazwy planetoida nosiła oznaczenie tymczasowe (989) 1922 MW.